# Inondazione dei Paesi Bassi del 1916
L'inondazione dei Paesi Bassi del 1916 fu un evento che colpì le coste dei Paesi Bassi tra il 13 e il 14 gennaio 1916. L'inondazione non fu così importante da essere paragonata ad altri disastri avvenuti sulle stesse coste nel corso dei secoli, ma l'avvenimento ebbe una grande influenza sulla decisione per l'avvio dei lavori dello Zuiderzee.

## Storia
La tempesta, già in atto da alcuni giorni, ebbe il suo culmine il 14 gennaio 1916 quando la velocità del vento superò i 100 km/h. Normalmente questo non sarebbe stato un problema, ma questa volta le acque dei fiumi erano già alte per il perdurare delle precipitazioni. Alcune aree erano già leggermente allagate. Sempre per il perdurare della tempesta, le dighe avevano già subito delle erosioni. La Waterlandschen Zeedijk sul versante ovest dell'isola di Marken, era già collassata per una lunghezza di 1,5 chilometri. Anche la diga presso Edam collassò, facendo allagare le aree circostanti, compresi Purmerend, Broek in Waterland e Durgerdam. Altre dighe cedettero presso l'Anna Paulownapolder.
Fu colpita anche la parte inferiore della Gelderse Vallei, in particolare l'area tra Eemnes, Spakenburg, e Bunschoten. Anche Amersfoort fu allagata. Il disastro causò principalmente danni materiali, ma diciannove persone perirono, di cui sedici nella sola isola di Marken. Marken era protetta solo da piccoli argini tanto che l'acqua la invase con facilità. Diversi pescherecci furono trascinati a terra con la popolazione che non aveva dove fuggire.
L'inondazione non causò danni nella sola Olanda Settentrionale. Altre dighe cedettero nella Frisia, allagando le aree vicine al Tsjûkemar ed i dintorni di Wolvega.

## Conseguenze
La significatività di questo disastro non è solo dovuta al numero di vittime e ai danni materiali sopportati, ma anche perché spinse alla conclusione la discussione sulla bonifica ed il prosciugamento dello Zuiderzee.
Il piano di chiudere lo Zuiderzee era già stato elaborato da Cornelis Lely, allora ministro dei trasporti e della gestione delle acque dei Paesi Bassi, che aveva già rivestito l'incarico altre due volte. Seguendo i consigli di Lely, la Regina Guglielmina annunciò nel Discorso della Regina del 1913, che era giunto il tempo di cominciare la bonifica dello Zuiderzee. Anche se i Paesi Bassi si proclamarono neutrali e non furono direttamente coinvolti, lo scoppio della prima guerra mondiale fermò questo impulso. Ma l'inondazione fece riaprire il dibattito ed il 13 giugno 1918 il parlamento dei Paesi Bassi approvò l'avvio dei lavori dello Zuiderzee.